# Bladvormige kling

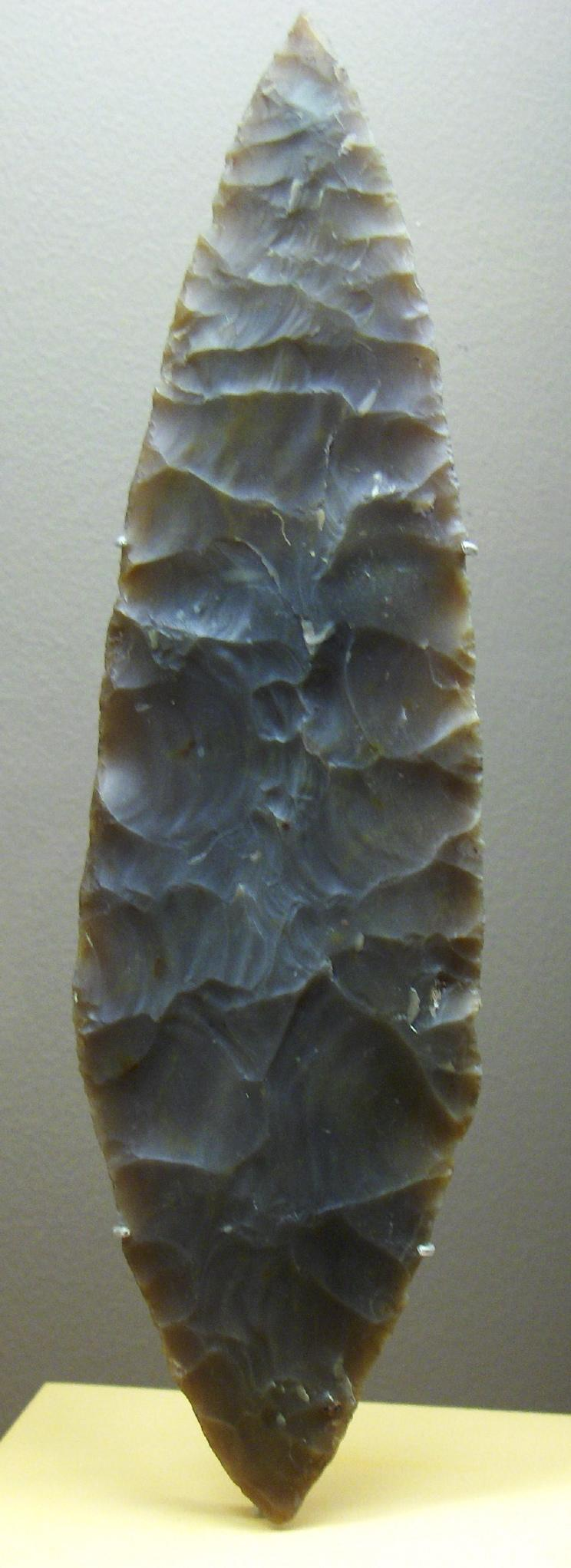
Bladvormige kling uit het Solutréen

Het begrip bladvormige kling omvat symmetrische vuursteenklingen met de vorm van een beuken- of wilgenblad. Ze zijn met name bekend uit het Europese midden- tot laatpaleolithicum, maar kwamen ook al voor tijdens de Afrikaanse Middle Stone Age, en later tijdens de Amerikaanse lithische periode. 
Bladvormige klingen zijn in vorm, maar niet in techniek de opvolgers van de vroeg- en middenpaleolithische vuistbijl. Ze zijn bladvormig, met een slanke lengtedoorsnede, bij benadering recht verlopend, min of meer volledig tweezijdig bewerkt en lengtesymmetrisch met een of twee punten. In vergelijking met de vuistbijl hebben ze een slankere doorsnede.
Typologisch onderscheidt men naar vorm (laurierbladvormig, wilgebladvormig, populierbladvormig etc., spits-ovaal of D-vormig) en naar de oppervlaktebewerking (volledig of deels tweezijdig geretoucheerd). De oudste vormen werden waarschijnlijk als speerpunt gebruikt. Ook voor die periode is echter al een gebruik als dolk met gevest denkbaar. Exemplaren met een brede driehoekige vorm (Kostjonkicultuur) wijzen op het gebruik als projectielen, dwz. als pijl- of werpspiespunten.
De lange traditie van het bladvormige klingenconcept kan men zowel uit de productietechniek (kernafslagtechniek) verklaren als uit de functionele perfectie van de vorm als speerpunt. De bij de afwerking geproduceerde scherven spelen geen rol. Een andere verklaring vindt men in de fysieke wetmatigheden van de bewerking van vuursteen, welke de vorming van convexe bladvormen begunstigen.
In 1929 werd door Hugo Obermaier en Paul Wernert de term bladvormige klingengroep ingevoerd voor middenpaleolithische industrieën in oostelijk Centraal-Europa (Szeletien). Bladvormige klingen komen ook voor in het Pavlovien, zoals bij Petřkovice en Moravany, zonder dat er echter een duidelijk traditioneel verband met de middenpaleolithische groep aantoonbaar is. Later komen ze voor bij het West-Europese Solutréen, eveneens zonder een duidelijke band met het Pavlovien. In het Solutréen komt de bladvormige kling tot een bijna perfecte vorm en afwerking. Bladvormige klingen worden soms gevonden in het Oost-Europese Mesolithicum, vaak als grafgift. Als dolk ziet men ze vaak in het late Neolithicum of Kopertijd tot de vroege Bronstijd.
Met in essentie dezelfde vorm komen bladvormige klingen ook in Midden-Amerika voor, van de latere lithische periode tot het begin van het koloniale tijdperk, waar ze vaak voor rituele doeleinden gemaakt werden.
- Gemeinsame Normdatei: 4313190-6